# Hajipur
Hajipur är en stad i den indiska delstaten Bihar och är centralort i distriktet Vaishali. Folkmängden uppgick till 147 688 invånare vid folkräkningen 2011.